# Remu Aaltonen
Henry Olavi "Remu" Aaltonen, född den 10 januari 1948 i Helsingfors, Finland, är en finländsk trummis som blev känd under början av 1970-talet tillsammans med bandet Hurriganes. Han spelade innan Hurriganes i band som till exempel Kalevala, Creatures och The Steelers.